# Estrombíquides
Estrombíquides (en llatí Strombichides,en grec antic Στρομβιχίδης), fill de Diòtim, fou un militar atenenc que va viure al segle v aC.
Va ser nomenat comandant de vuit vaixells enviats pels atenencs a la costa d'Àsia quan es va saber la revolta de Quios l'any 412 aC. La flota va arribar a Samos on es va afegir un trirrem samià a la seva esquadra i va sortir cap a Teos per comprovar allí l'esperit revolucionari, però poc després es va veure obligat a retirar-se a Samos per la presència d'una flota peloponèsia superior dirigida per Calcideu i Alcibíades, i Teos es va revoltar immediatament.
Estrombíquides va retornar a Atenes, i al mateix any era un dels tres comandants enviats a Samos amb 35 naus, i amb tota la flota reunida els atenencs disposaven de 104 vaixells. Van iniciar la guerra contra Milet i Estrombíquides i dos generals més van marxar contra Quios amb 30 trirrems; en el viatge van perdre tres vaixells per una turmenta i amb la resta van arribar a Lesbos i van preparar el setge de Quios. Van creuar a aquesta illa i van establir un punt fortificat anomenat Delphinion. Els habitants de Quios van patir severament el setge.
L'any 411 aC es van revoltar Làmpsac i Abidos i Estrombíquides va abandonar Quios amb 24 vaixells i va reconquerir Làmpsac, però no va aconseguir sotmetre Abidos. Llavors es va dirigir a la propera Sestos on va establir una guarnició per controlar tot l'Hel·lespont, però aviat el van cridar en ajut dels atenencs de Samos que no podien fer front a la superior flota peloponèsia dirigida pel navarc espartà Astíoc, i amb el seu ajut aquesta flota va poder ser posada en retirada.
No torna a aparèixer fins al 404 aC quan va mostrar la seva disconformitat amb la pau acordada per Teràmenes a Esparta, segons explica Lísies. Això el va fer impopular amb els oligarques que havien instaurat el govern dels Trenta tirans, i Agorat va dirigir contra ell i contra altres polítics defensors de la democràcia i oposats a la pau acordada, una acusació de conspiració contra la pau. Els acusats van ser empresonats i no gaire després executats després d'una paròdia de judici portat a terme durant el govern dels Trenta tirans.
Encara que no hi ha proves concloents, Estrombíquides podria ser el pare del militar i polític Autocles.